# 拉旺蒂的肯辛頓
《拉旺蒂的肯辛頓》（英語：The Kensingtons at Laventie）是艾瑞克·肯寧頓於1915年完成的一幅大型玻璃油畫，描繪了第一次世界大戰期間的英國軍隊肯辛頓軍團。
這幅畫是肯寧頓最著名的作品。並被描述為「第一次世界大戰的標誌性作品之一」。當該畫作於1916年首次展出時曾產生了巨大的影響，並加速了英國官方戰爭藝術家計劃的建立。當前該畫作由帝國戰爭博物館收藏。

## 背景
1914年8月6日，即第一次世界大戰爆發幾天後，肯寧頓從他在倫敦工作室前往了倫敦軍團招募處申請服役，並加入了肯辛頓軍團，在英國訓練了幾個月後，他與1914年11月開始隨營前往西方戰線作戰，但在1915 年1月負傷，被送回英國進行治療。在經歷四個月的休養後，他於1915年6月因無法繼續服役而出院，並在隨後耗時約六個月的時間以繪製《拉旺蒂的肯辛頓》。
在他受傷前的幾個月服役期間，肯寧頓所在的部隊共傷亡約127人，約為原兵力的20%；到了完成這幅畫時，1914年底隨該營抵達法國的700名士兵中，已經有90%以上人員傷亡。

## 繪畫描述
1914年，肯辛頓軍隊在加来海峡省拉旺蒂前線的前線戰壕中度過了極其寒冷的冬天。他們的戰壕建造得很差，而且經常遭到炮火襲擊。這幅畫描繪了當時的一個時刻，該排在前方火力戰壕中度過了四天四夜，人員穿過被洪水淹沒的通訊戰壕，到達了被毀壞的拉文蒂村。正在等待命令「投入5英里行軍」到砲擊範圍外的過夜營地的情景。
這幅畫出場的人物是肯寧頓C連第7排的九名士兵的集體照。肯寧頓在準備這幅畫時竭盡全力聯繫他以前的戰友，並為他們畫草圖。在畫面中共有八個人物站在白雪皚皚的地面上，在建築物的廢墟牆旁邊有七個人物，一個士兵單獨在右邊，右上角有一個十字架，第九個人物躺在地上，筋疲力盡。
肯寧頓對《拉旺蒂的肯辛頓》提供了大量註釋，確定了畫中的每個人並解釋了所描繪的情況。畫中所描繪的人物從左到右依序是：
- H·布里斯托爾（H Bristol）：戴紅領巾的二等兵；
- A·麥卡弗蒂（A McCafferty）：二等兵，頭部纏著繃帶。他背上的兩支步槍中的一支屬於名叫佩里二等兵，他在蒂勒洛伊街的一條戰壕中與弗蒂並肩作戰時被一名狙擊手打死，他帶著德軍的釘盔。
- 肯·寧頓（Kennington）：左起第三位，戴著巴拉克拉法帽；
- W·哈維（W Harvey）：二等兵。
- 帕·蓋伊（PA Guy）：綽號「好傢伙」的列兵
- H·威爾遜（H 'Tug' Wilson）：戴著巴拉克拉法帽的下士。
- M·斯萊德（M.Slade）：雙手放在步槍上的二等兵。
- J·基利（J. Kealey）：下士；

畫中最前面地面上的人物是二等兵席德尼·托德（'Sweeney' Todd），肯寧頓寫道，他是一名未成年士兵：「因持續服役、辛勤工作、缺乏睡眠、長時間站立和觀察局勢而感到疲憊不堪」。

### 佈局
肯寧頓以非常規的方式繪製《拉旺蒂的肯辛頓》，他過去在在玻璃上反向繪畫，先塗外層，最後在途背景。這種方法，以及肯寧頓使用黃金了來挑選金屬細節，賦予了這幅畫特別的清晰度和亮度。隨著油浸入畫布，布面油畫會隨著時間的流逝而褪色，而玻璃畫的油畫將在很大程度上保留其原始時亮度。肯寧頓聲稱他在畫這幅畫時走了大約500英里，從玻璃的背面走到前面檢查構圖。
這幅畫的風格被比作前拉斐爾派、老彼得·勃鲁盖尔、俄羅斯東正教傳統中的宗教偶像，其構成與保羅·烏切洛的《聖羅馬諾戰役》相似。

## 評價
《拉旺蒂的肯辛頓》於1916年4月至7月首次在攝政街古比爾與西畫廊展出，為星嘉德大廈基金會籌集資金。它對疲憊士兵的刻畫引起了轟動。這幅畫因其精湛的技術、標誌性的配色方案以及「對人類忍耐力的莊嚴表現，對於普通士兵刻畫英雄主義的莊嚴表現」而廣受讚譽，展示了戰爭的「所有骯髒和榮耀」。這幅畫的成功導致英國信息部建立了一個官方的英國戰爭藝術家計劃. 肯寧頓本人被任命為戰爭藝術家，並於 1917年返回法國。
畫家約翰·拉弗里爵士曾寫道：「在我看來，肯寧頓先生畫了《拉旺蒂的肯辛頓》，這是迄今為止我所見過的唯一一幅真實存在的偉大戰爭圖畫。」
2015年5月，皇家郵政發行了一張印有這幅畫細節的郵票，作為第一次世界大戰紀念系列的一部分。